# Радзивилл, Леон (1880)

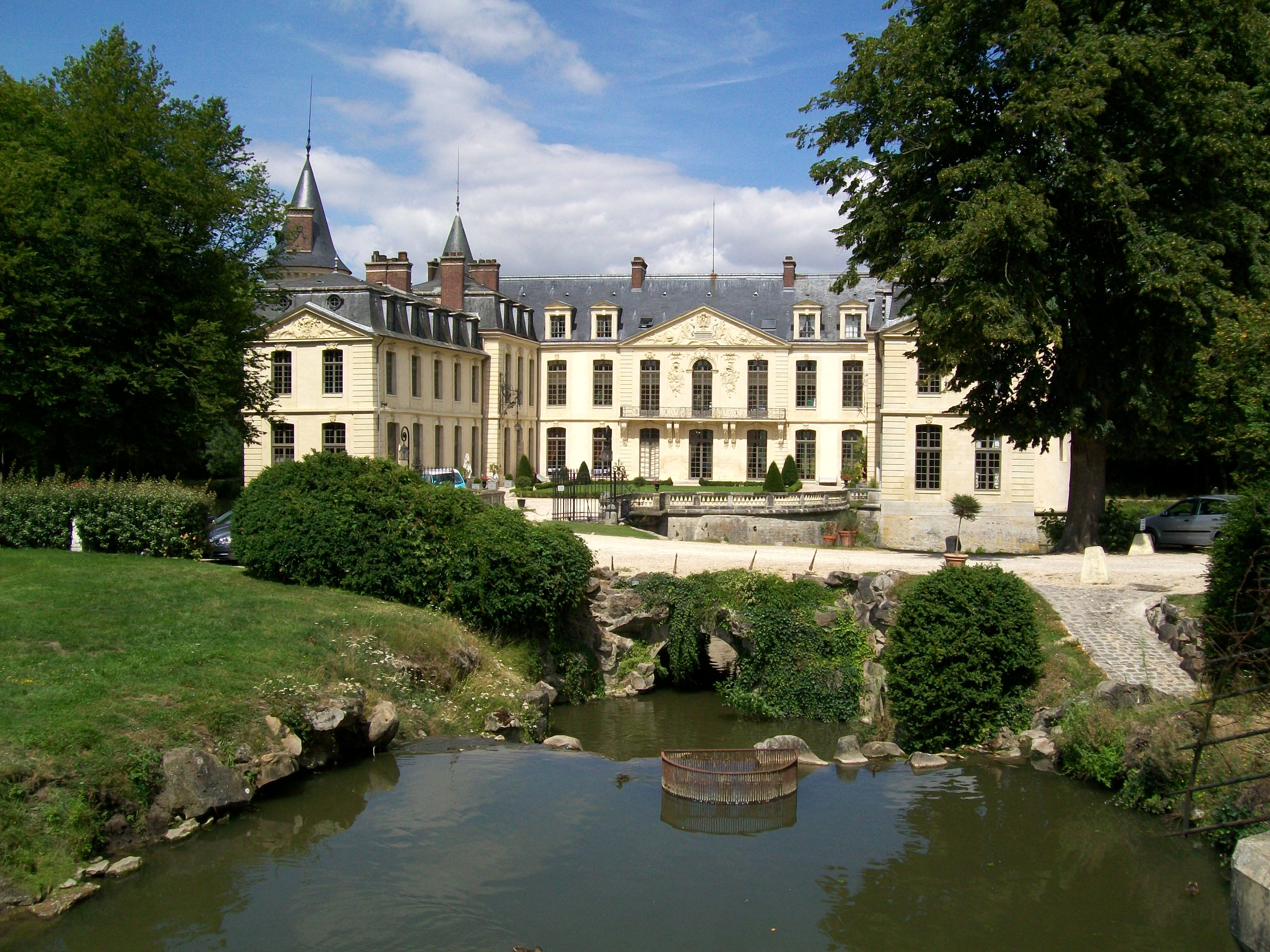
Усадьба князя Эрменонвиль возле Парижа

Князь Леон Констант Радзивилл (Леон Констант Николай Матеуш Людвик Франциск Мария Радзивилл; фр. Léon Radziwill) (6 сентября 1880, Эрменонвиль — 2 марта 1927, Монте-Карло) — французский аристократ польского происхождения из рода Радзивиллов.

## Биография
Сын князя Константина Винцента Марии Радзивилла (1850—1920) и Луизы Антуанетты Блан (1864—1911), внук французского миллиардера Франсуа Блана, создателя казино Монте Карло. Двоюродный брат принцессы Мари Бонапарт.
Леон Константин Радзивилл служил офицером во французской армии. Вёл богатую жизнь в Париже среди аристократов, интеллигенции и художников. Он был другом Марселя Пруста и стал одним из прототипов персонажа Робер де Сен-Лу в его романе «В поисках утраченного времени». В 1918 году руководил франко-польской военной миссией, которая занималась вербовкой поляков на чужбине для военной службы в Польше.

## Браки
Был дважды женат. 17 июня 1905 года в Париже женился на Антонии Клод Корисанде де Грамонт (1885—1942), дочери графа Альфреда де Грамонта (1856—1915), близкого друга герцога Филиппа Орлеанского. Брак был неудачным, супруги развелись в 1906 году.
5 апреля 1921 года в Каннах вторично женился на княжне Долорес Констанции Иоанне Марии Радзивилл (1886—1966), дочери князя Доминика Марии Игнацы Радзивилла (1852—1938) и Долорес Марии Франциски де Аграмонте (1854—1920), вдове князя Станислава Вильгельма Радзивилла (1880—1920). Оба брака были бездетными.